# БМД-4М
БМД-4М «Садовница» (објект 960М) је руско амфибијско борбено десантно гусенично возило нове генерације са којим ће се опремити ваздушнодесантне, поморско-десантне и обалске јединице руске оружане силе. Конструктивно возило је слично претходним моделима БМД-3 и БМД-4. Међутим, одликује га мања маса, 13,5 тона, од претходних модела. Посаду чине три члана возач, командир и нишанџија-оператор, као и шест падобранаца. БМД-4М има напредну куполу „бахча-У“, снажан дизел-мотор од 500 КС, нови систем заштите од алуминијумске легуре високе тврдоће. Возило поседује читав систем наоружања од којих се највише истиче топ БДК типа 3Д6 81 милиметара. СУВ поседује балистички дигитални рачунар. БМД-4М може да достигне максималну брзину на путу до 70 км/ч, а на води 10 км/ч.